# The Trade-Ins
"The Trade-Ins" is een aflevering van de Amerikaanse televisieserie The Twilight Zone.

## Plot

### Opening
Mr. and Mrs. John Holt, aging people who slowly and with trembling fingers turn the last pages of a book of life and hope against logic and the preordained that some magic printing press will add to this book another limited edition. But these two senior citizens happen to live in a time of the future where nothing is impossible, even the trading of old bodies for new. Mr. and Mrs. John Holt, in their twilight years--who are about to find that there happens to be a zone with the same name.
— Rod Serling

### Verhaal
John en Marie Holt zijn een bejaard koppel, dat beseft dat ze niet lang meer te leven hebben. Ze besluiten een bedrijf genaamd “The New Life Corp.” op te zoeken waar ze hun oude lichamen in kunnen ruilen voor jongere.
Tot hun ongenoegen blijkt de procedure 5.000 dollar per persoon te kosten en zoveel geld hebben John en Marie niet. John probeert het geld te verdienen met pokeren. De dealer blijkt een groot hart te hebben en wanneer hij ziet dat John zijn laatste geld inzet, schudt hij de kaarten zo dat John wint.
John wint 5000 dollar, waarna hij en Marie moeten kiezen wie er als eerste mag. John wordt als eerste weer jong en begint gelijk met pogingen nog eens 5000 dollar te winnen voor Marie. Dit gaat maar erg moeizaam en al snel beseffen John en Marie dat John nooit op tijd genoeg geld kan verdienen. Daar hij liever samen met Marie oud is dan in zijn eentje weer jong te zijn, laat John de ruil ongedaan maken.

### Slot
From Kahil Gibran's The Prophet: 'Love gives not but itself and takes not from itself, love possesses not nor would it be possessed, for love is sufficient unto love.' Not a lesson, just a reminder, from all the sentimentalists in the Twilight Zone.
— Rod Serling

## Rolverdeling
- John Holt: Joseph Schildkraut
- Marie Holt: Alma Platt
- Mr. Vance: Noah Keen
- Farraday: Theodore Marcuse
- Jonge John Holt: Edson Stroll
- Gokker nr. 1: Terence de Marney
- Gokker nr. 2: Billy Vincent

## Trivia
- Schildkrauts tweede vrouw stierf terwijl Schildkraut bezig was met de opnames van deze aflevering. Daar hij uit een familie van acteurs kwam stond Schildkraut er echter op dat de opnames zouden worden voltooid voor hij met de rouwperiode begon.
- Deze aflevering staat op volume 12 van de dvd-reeks.